# Strioterebrum
Strioterebrum là một chi ốc biển, là động vật thân mềm chân bụng sống ở biển trong họ Terebridae, họ ốc dài.

## Các loài
Các loài thuộc chi Strioterebrum bao gồm:
- Strioterebrum arabella (Thiele, 1925)[2]
- Strioterebrum ballina (Hedley, 1915)[3]
- Strioterebrum caliginosa (Deshayes, 1859)[4]
- Strioterebrum fuscotaeniata (Thiele, 1925)[5]
- Strioterebrum grayi (E.A. Smith, 1877)[6]
- Strioterebrum isabella (Thiele, 1925)[7]
- Strioterebrum japonica (E.A. Smith, 1873)[8]
- Strioterebrum livida (Reeve, 1860)[9]
- Strioterebrum nitida (Hinds, 1844)[10]
- Strioterebrum paucincisa (Bratcher, 1988)[11]
- Strioterebrum pedroanum [12]
- Strioterebrum plumbea (Quoy & Gaimard, 1833)[13]
- Strioterebrum sanjuanensis (Pilsbry & Lowe, 1932)[14]
- Strioterebrum sorrentensis (Aubry, 1999)[15]
- Strioterebrum swainsoni (Deshayes, 1859)[16]
- Strioterebrum varia Bozzetti, 2008[17]